# Wororanska språk

Området där wororanska språk talas i.

De wororanska språken utgör en liten språkfamilj av australiska språk som talas i norra delar av Väst-Australien. Språkfamiljen har inga kända släktfamiljer i Australien eller andra delar av världen. De nuvarande wororanska språk började skiljas från sitt protospråk senast 2000 år sedan.. 
Språkfamiljen består av 16 språk som delas i tre olika grupper:
- Ngarinyinspråk
  - Andadjin
  - Guwidj
  - Munumburru
  - Ngarnawu
  - Waladja
  - Wolyamidi
  - Wurla
- Nordswororanska
  - Gambera
  - Kwini
  - Miwa
  - Wilawila
  - Wunambal
- Västwororanska
  - Umiida-Unggarangu
  - Unggumi
  - Winjarumi
  - Worrorra

Som i pama-nyunganska språk, finns det också en skillnad mellan inklusive och exklusiv i wororanska språk. Pronomens numerus är singularis, dualis, trialis och pluralis.. 